# 계양구·강화군 갑
계양구·강화군 갑은 대한민국의 옛 국회의원 선거구이다. 당시 인천광역시 계양구의 일부 지역을 관할했다. 이름에 '강화군'이 붙어 있긴 하지만 선거 관할 지역에 강화군 지역은 들어가 있지 않았다.

## 역사
1995년 3월, 북구의 일부 지역이 계양구로 분리되었다. 또한 같은날 경기도 강화군이 인천광역시로 편입되었다. 이로 인해 제15대 국회의원 선거를 앞두고 계양구와 강화군을 지역을 묶은 후 갑, 을로 분구하기로 하게 되면서 신설되었다. 신설 당시 계양1동을 제외한 나머지 계양구 전 지역을 관할하였다.
제16대 국회의원 선거를 앞두고 강화군이 서구에 붙어서 서구·강화군 을 선거구를 이루고 계양구 지역은 하나의 선거구로 통합되어 계양구 선거구를 이루게 되면서 폐지되었다.

## 역대 국회의원
| 선거   | 정당 | 정당           | 의원   |
| ------ | ---- | -------------- | ------ |
| 1996년 |      | 새정치국민회의 | 이기문 |
| 1999년 |      | 한나라당       | 안상수 |

## 역대 선거 결과

### 대한민국 제15대 국회의원 선거
|  | 32.37% |

|  | 26.93% |

|  | 12.56% |

|  | 11.55% |

|  | 10.45% |

|  | 6.12% |

### 1999년 대한민국 재보궐선거
|  | 54.9% |

|  | 41.8% |

|  | 3.3% |